# 栗原恵
栗原 恵（くりはら めぐみ、1984年7月31日 - ）は、日本の元女子バレーボール選手、スポーツキャスター、タレント、モデル。2019年に引退しバレーボール選手生活は17年間。2004アテネ、2008北京のオリンピックに出場した。

## 人物・来歴
広島県佐伯郡能美町（現江田島市）出身。両親と兄妹の4人家族。小学校4年生のとき、父がコーチをしていた鹿川フラワーズでバレーボールを始める。
中学1年時には身長が176cmをこえ、2年時の1998年6月、バレーが上手くなりたいという気持ちから兵庫県姫路市の大津中学校にバレー留学をする。大津中の2年後輩に陸上長距離で北京オリンピックに出場した竹澤健介がいる。
高校は山口県防府市の三田尻女子高校（現・誠英高校）に進学し、1年生時にインターハイ・国体・春高バレー優勝の高校3冠を経験する。
2001年に日本女子に初選出され、翌02年、日米対抗で代表デビュー。2003年11月のFIVBワールドカップバレーボール2003では、日本女子のヤングエース「プリンセス・メグ」として活躍。2019年6月14日、現役引退を発表。
その後はスポーツキャスター、モデル、タレントとしても活躍。2024年9月にはモデル兼フォトグラファーのKouki（大越光貴）との結婚と妊娠を報告した。

## 経歴・履歴
2001年に日本代表初選出。高校3年次の2002年、日米対抗に出場し代表デビュー。2003年、VリーグのNECレッドロケッツに入団。同年5月の黒鷲旗大会では若鷲賞を受賞した。同年11月のワールドカップでは、大山加奈と共に『メグカナ』と呼ばれ、全国的人気を博す。
2004年のアテネオリンピックに出場し5位入賞を果たした。2004年10月、「NECのバレースタイルと、自分のスタイルが合わない」とNECレッドロケッツを退団。その後イタリア・セリエAへ移籍の噂もあったが、2004年11月、パイオニアレッドウィングスに入団した。2004/05年第11回Vリーグは、『シーズン開幕後に移籍した選手はリーグ戦の参加を認めない』という大会規定から出場できなかった。
2005年5月黒鷲旗大会で公式戦出場し、チーム優勝に貢献。大会後、当時監督だったアリー・セリンジャーとの対立により一時期チームから離れていたが、8月中旬にはチームに戻り、2005/06年第12回Vリーグは開幕戦から出場。パイオニア2季ぶりの優勝に貢献し、最高殊勲選手・サーブ賞・ベスト6賞を獲得。2006年に2年ぶりに日本代表に選出されたが、合宿中に左足有痛性分裂種子骨障害と診断され離脱、約半年間のリハビリ生活を送った。2006/07Vプレミアリーグで復帰し、同シーズンと第56回黒鷲旗大会で3位となった。
2007年ワールドグランプリでは日本代表で全9試合に出場し、ベストスコアラー部門で125点の9位の成績を収めた。同年9月のアジア選手権で5年ぶりに中国を破り、24年ぶりの優勝に大きく貢献。11月開催のワールドカップでは全出場選手トップのスパイク打数を記録するなど、日本の中核として活躍した。
2008年、2大会連続の五輪出場を決め、ワールドグランプリの決勝ラウンドでベストスコアラー賞を受賞した。北京オリンピックにおいて、日本代表のエースとして5位入賞に貢献。同年12月、スポーツ用品メーカーのデサントと2年間のアドバイザリー契約を結び、トレーニングウェアなどの提供を受けることになった。2009年、眞鍋政義新体制による日本（愛称“火の鳥NIPPON”）の副主将に抜擢される。秋のグラチャンの時に左膝半月板を断裂、その後治療をしながらVリーグの試合に出場していたが悪化。
2010年、3月中旬に半月板の手術を行った。半年に及ぶリハビリを乗り越え、同年10月の世界選手権に出場し銅メダルを獲得した。この大会から本格的にライトで起用され、開幕戦のポーランド戦など流れを引き寄せる活躍。2011年、1月上旬より左膝の違和感を覚え、2月下旬に東京都内にて左膝軟骨損傷を手術。同年6月、治療に専念するためパイオニアを退団。その後日本を離れ、同年9月3日にロシアスーパーリーグのディナモ・カザンへの移籍が発表された。同年11月のワールドカップは、故障している左膝の回復状態を考慮し最終登録メンバーから外れた。
2012年3月、ディナモ・カザンを退団。同年6月のワールドグランプリにて2年ぶりに代表メンバーとして復帰したが、順調な回復ぶりをアピールできずロンドンオリンピック代表メンバーからは外れ、3大会連続出場はならなかった。同年7月11日、岡山シーガルズへの移籍が決定した。2014年6月、岡山シーガルズを退団し、同年9月に日立リヴァーレへの移籍が発表された。2016年1月23日のデンソー戦に出場し、通算出場試合数が230試合となりVリーグ栄誉賞の受賞資格を得た。
2016年9月、脳血栓のために入院。リハビリを経て2017年1月に試合に復帰した。当時は、病名も入院も伏せられていた。2018年2月28日、日立リヴァーレは栗原の退団を発表し、同年6月にJTマーヴェラスに移籍した。
2019年6月4日、自身のブログにて現役引退が発表された。2019年6月10日、都内の会場で引退会見が開かれた。パンツスーツ姿で登場した栗原は、涙をにじませつつも笑顔でファン・関係者への感謝の思いを語った。

### 現役引退後
2021年5月21日、自身初となるデジタル写真集『Princess, Again』が「週刊FLASH（光文社）」からリリースされた。
2021年5月22日、同月20日に現役引退を発表した後輩の佐藤美弥、芳賀舞波、堀井有蘭、小野寺友香らを送り出すべく、日立リヴァーレ内で引退試合（紅白戦）が開催。栗原はこの試合後にサプライズで登場し、立派に戦い抜いた後輩たちを労った。
2021年6月4日、自身のインスタグラムで「健康美容食育指導士」の資格を取得したことを報告。同年3月には「ファスティングマイスター」の資格を取得したことを報告。
2023年10月23日、ベストへア2023 30代の部を受賞。

## 人物・エピソード
- 家族の身長は父親が182cm、母が160cm、兄は183cmで、栗原が一番背が高い[33]。夫は兄と同じ183cm[34]。
- 2012年からLDH JAPANに所属。
- 現役時代は犬派で、愛犬はパグ種のオスで名前はプーマ。合宿や遠征続きの栗原は実家に預かってもらっていた[35]。ただ、引退後は保護猫のアメリカンショートヘア2匹を飼い始めてから猫派となった[36]（さらにのちもう1匹を引き受けており、3匹を飼っている）。
- 三田尻女子高で最初にやった練習が「笑う練習」。チームの仲間がいいプレーをしたら喜びを分かち合うという練習の一環で、栗原は寮の洗面所の鏡で練習したという[37]。
- ニックネームのコウは、高橋みゆきに『最高を目指せ』という意味から命名された（日本の1年先輩に同じ名前でニックネームが「メグ」の河村めぐみがいたというのも理由のひとつとして挙げられる）。
- 9頭身であるなど[38]ルックスの良さから人気が高く[39]、2004年アテネ五輪前に、プリンセス・メグという愛称が定着。
- 2008年、東京都・警視庁の防犯ポスターモデルに協力。
- 第5回「The Beauty Week Award」に、女優檀れい、タレント南明奈とともに選ばれ、2008年9月3日の授賞式において、4年前から美容師の兄にカラーとカットをしてもらっていると語った。
- 現役時代は自転車のトレーニングを取り入れていたことがきっかけで、競輪ファンとなる[40]。2023年に放送されたガールズケイリンGI「パールカップ」の決勝戦中継では司会を担当した[41]ほか、同年末のGP「オッズパーク杯ガールズグランプリ」のテレビ中継でもゲストとして招かれた。

## 所属チーム
- 江田島市立鹿川小学校（鹿川フラワーズ）
- 江田島市立能美中学校
- 姫路市立大津中学校
- 三田尻女子高等学校（現・誠英高等学校）
- NECレッドロケッツ（2003-2004年）
- パイオニアレッドウィングス（2004-2011年）
- ディナモ・カザン（2011-2012年）
- 岡山シーガルズ #11（2012-2014年）
- 日立リヴァーレ #11（2014-2018年）
- JTマーヴェラス #10（2018-2019年）

## 球歴
- 日本代表 - 2002-2004年、2006-2012年
- 日本代表としての主な国際大会出場歴
  - オリンピック - 2004年、2008年
  - 世界選手権 - 2010年
  - ワールドカップ - 2003年、2007年

## 受賞歴
- 2003年 第52回黒鷲旗男女選抜バレーボール大会：若鷲賞
- 2005年 第54回黒鷲旗男女選抜バレーボール大会：ベスト6
- 2006年 第12回Vリーグ：最高殊勲選手賞 / サーブ賞 / ベスト6
- 2007年 2006/07プレミアリーグ：サーブ賞 / Vリーグ日本記録賞（サーブ部門）
- 2007年 第56回黒鷲旗男女選抜バレーボール大会：ベスト6
- 2008年 ワールドグランプリ2008：ベストスコアラー / ベストサーバー
- 2008年 第14回プリンセスカップ：MVP / ベストスパイカー
- 2009年 2008/09プレミアリーグ：サーブ賞
- 2016年 Vリーグ栄誉賞（10シーズン以上、230試合出場）

## 個人成績
V.LEAGUEの個人成績は下記の通り。
| 大会         | チーム       | 出場     | 出場        | アタック | アタック | アタック | アタック | バックアタック | バックアタック | バックアタック | バックアタック | アタック 決定本数 | ブロック | ブロック       | サーブ | サーブ         | サーブ   | サーブ | サーブ | サーブ   | サーブレシーブ | サーブレシーブ | サーブレシーブ | サーブレシーブ | 総得点      | 総得点      | 総得点   | 総得点      |
| ------------ | ------------ | -------- | ----------- | -------- | -------- | -------- | -------- | -------------- | -------------- | -------------- | -------------- | ----------------- | -------- | -------------- | ------ | -------------- | -------- | ------ | ------ | -------- | -------------- | -------------- | -------------- | -------------- | ----------- | ----------- | -------- | ----------- |
| 大会         | チーム       | 試 合 数 | セ ッ ト 数 | 打 数    | 得 点    | 失 点    | 決 定 率 | 打 数          | 得 点          | 失 点          | 決 定 率       | セ ッ ト 平 均    | 得 点    | セ ッ ト 平 均 | 打 数  | ノ 丨 タ ッ チ | エ 丨 ス | 失 点  | 効 果  | 効 果 率 | 受 数          | 成 功 ・ 優    | 成 功 ・ 良    | 成 功 率       | ア タ ッ ク | ブ ロ ッ ク | サ 丨 ブ | 得 点 合 計 |
| V1 2018-19   | JT           | 29       | 27          | 104      | 30       | 6        | 28.8     | 10             | 4              | 3              | 40.0           | 1.11              | 5        | 0.19           | 16     | 2              | 0        | 3      | 5      | 15.6     | 10             | 1              | 3              | 25.0           | 30          | 5           | 2        | 37          |
| V1 2017-18   | 日立         | 19       | 43          | 449      | 151      | 22       | 33.6     | 22             | 8              | 1              | 36.4           | 3.51              | 12       | 0.28           | 135    | 2              | 6        | 14     | 40     | 10.7     | 78             | 24             | 17             | 41.7           | 151         | 12          | 8        | 171         |
| V1 2016-17   | 日立         | 14       | 34          | 288      | 87       | 15       | 30.2     | 26             | 5              | 0              | 19.2           | 2.56              | 6        | 0.18           | 111    | 4              | 3        | 4      | 41     | 15.0     | 30             | 15             | 0              | 50.0           | 87          | 6           | 7        | 100         |
| V1 2015-16   | 日立         | 24       | 24          | 119      | 33       | 6        | 27.7     | 5              | 1              | 0              | 20.0           | 1.38              | 8        | 0.33           | 30     | 0              | 0        | 9      | 7      | 5.8      | 14             | 4              | 0              | 28.6           | 33          | 8           | 0        | 41          |
| V1 2014-15   | 日立         | 26       | 74          | 697      | 199      | 45       | 28.6     | 80             | 16             | 6              | 20.0           | 2.69              | 18       | 0.24           | 257    | 6              | 2        | 15     | 75     | 10.3     | 167            | 99             | 0              | 59.3           | 199         | 18          | 8        | 225         |
| V1 2013-14   | 岡山         | 24       | 56          | 465      | 136      | 27       | 29.2     | 27             | 6              | 2              | 22.2           | 2.43              | 18       | 0.32           | 125    | 1              | 6        | 13     | 37     | 12.0     | 166            | 89             | 0              | 53.6           | 136         | 18          | 7        | 161         |
| V1 2012-13   | 岡山         | 20       | 72          | 826      | 280      | 59       | 33.9     | 26             | 5              | 3              | 19.2           | 3.89              | 21       | 0.29           | 229    | 9              | 12       | 8      | 72     | 16.0     | 331            | 198            | 0              | 59.8           | 280         | 21          | 21       | 322         |
| V1 2010-11   | パイオニア   | 13       | 36          | 343      | 114      | 22       | 33.2     | 74             | 25             | 5              | 33.8           | 3.17              | 22       | 0.61           | 120    | 1              | 4        | 4      | 38     | 11.4     | 93             | 50             | 0              | 53.8           | 114         | 22          | 5        | 141         |
| V1 2009-10   | パイオニア   | 13       | 46          | 625      | 197      | 43       | 31.5     | 150            | 47             | 19             | 31.3           | 4.28              | 19       | 0.41           | 164    | 2              | 7        | 17     | 55     | 13.0     | 175            | 100            | 0              | 57.1           | 197         | 19          | 9        | 225         |
| V1 2008-09   | パイオニア   | 27       | 102         | 943      | 316      | 58       | 33.5     | 142            | 45             | 13             | 31.7           | 3.10              | 38       | 0.37           | 374    | 11             | 19       | 39     | 125    | 15.4     | 783            | 487            | 0              | 62.2           | 316         | 38          | 30       | 384         |
| V1 2007-08   | パイオニア   | 27       | 106         | 1107     | 383      | 75       | 34.6     | 237            | 69             | 31             | 29.1           | 3.61              | 42       | 0.40           | 411    | 14             | 12       | 53     | 91     | 11.3     | 387            | 252            | 0              | 65.1           | 383         | 42          | 26       | 451         |
| V1 2006-07   | パイオニア   | 31       | 122         | 1163     | 394      | 75       | 33.9     | 227            | 75             | 17             | 33.0           | 3.23              | 40       | 0.33           | 488    | 13             | 24       | 69     | 139    | 13.7     | 409            | 260            | 0              | 63.6           | 394         | 40          | 37       | 471         |
| 第12回       | パイオニア   | 32       | 119         | 947      | 369      | 69       | 39.0     | 121            | 48             | 10             | 39.7           | 3.10              | 51       | 0.43           | 537    | 9              | 35       | 80     | 215    | 16.9     | 434            | 249            | 0              | 57.4           | 369         | 51          | 44       | 464         |
| 第10回       | NEC          | 22       | 72          | 546      | 165      | 49       | 30.2     | 34             | 8              | 8              | 23.5           | 2.29              | 29       | 0.40           | 226    | 10             | 4        | 32     | 57     | 12.1     | 222            | 149            | 0              | 67.1           | 165         | 29          | 14       | 208         |
| 通算：14大会 | 通算：14大会 | 324      | 933         | 8622     | 2854     | 571      | 33.1     | 1181           | 362            | 118            | 30.7           | 3.06              | 329      | 0.35           | 3223   | 84             | 134      | 360    | 997    | 11.7     | 3299           | 1977           | 20             | 60.2           | 2854        | 329         | 218      | 3401        |

## 出演
- 実業之日本社『めぐみ MEGUMI』（2008年5月9日：ISBN 978-4-408-45163-3）
- FLASHデジタル写真集『Princess, Again』（光文社：2021年5月21日）
- TBS『バース・デイ Vol.262 エース栗原恵復活！激動の1年 涙のわけとは…』（2010年11月13日）
- 山陽マルナカ『CMキャラクター』（2013年7月）※山口舞と共演